# 陳倓
陳倓（1695年—1739年），字定先，号爱川，江苏仪徵人，清朝政治人物。

## 生平
生于康熙三十四年（1695年），雍正十一年（1733年）状元。授翰林院修撰。卒于清乾隆四年（1739年）。